# رئيس مجلس وزراء بولندا
رئيس مجلس الوزراء، ويشار إليه بالعامية باسم رئيس الوزراء، هو صاحب السلطة التنفيذية ورئيس حكومة بولندا. وُضعت التقاليد والقوانين الحالية بعد إنشاء الدولة البولندية المعاصرة، ويرد تعريف هذا المنصب في دستور عام 1997. وفقًا للدستور، يُرشح الرئيس ويعين رئيس الوزراء، الذي سيقترح فيما بعد تكوين مجلس الوزراء. بعد أربعة عشر يومًا من تعيينهم، يجب على رئيس الوزراء تقديم برنامج إلى مجلس النواب يحدد فيه أجندة الحكومة السياسية طالبًا اقتراح حجب الثقة. نشأت صراعات في الماضي بين رئيس الوزراء والمجلس نتيجة المصالح والسلطات.
يشغل ماتيوز موراوسكي من حزب القانون والعدالة منصب رئيس مجلس وزراء بولندا الحالي والسابع عشر. حل موراوسكي محل رئيسة الوزراء بياتا سيدلو، التي استقالت من المنصب في 7 ديسمبر 2017.

## منشأ المنصب

### الجمهورية الثانية
قرب نهاية الحرب العالمية الأولى، تنافست عدة جماعات على إعلان دولة بولندية مستقلة. في أوائل نوفمبر 1918، أعلنت حكومة اشتراكية مؤقتة بقيادة إغناسي داشينسكي الاستقلال، في حين أعلنت لجنة منفصلة في كراكوف عن حكمها لغرب غالسيا. في وارسو، وافق مجلس الوصاية الذي ترأسه القيصرية الألمانية والإمبراطورية النمساوية المجرية، على نقل المسؤوليات السياسية إلى المارشال يوزف بيوسودسكي، الذي كان قد أطلق سراحه مؤخرًا من قلعة ماغديبورغ، ليصبح بذلك رئيس الدولة البولندية الحديثة.
استدعى بيوسودسكي داشينسكي إلى العاصمة لتشكيل الحكومة، إذ وافق داشينسكي على تعيين بيوسودسكي كأول رئيس للجمهورية الجديدة. مع ذلك فقد كانت فترة حكم بيوسودسكي قصيرة بعد أن فشل هذا السياسي في تشكيل تحالف فعال. اتجه بيوسودسكي بدل ذلك إلى ييندجي موراشيفسكي الذي نجح في تأليف حكومة فعالة للأشهر الأولى من عمر الجمهورية الثانية.
حدد الدستور الصغير لعام 1919 شكل الحكم في بولندا، وذلك بوجود مجلس البرلمان (السيم) المنتخب ديمقراطيًا، بالإضافة إلى رئيس مجلس الوزراء والحكومة وسلطة تنفيذية. على الرغم من تحديد نظام برماني، أعطى الدستور الصغير صلاحيات تنفيذية واسعة لمنصب بيوسودسكي كرئيس للدولة. يمكن للسلطة التنفيذية اختيار مجالس الوزراء وتنظيمها (وذلك بموافقة مجلس السيم)، بالإضافة إلى مسؤولية الاستجابة للوزارات تجاه واجباتها وطلب مصادقة الوزارات على جميع القوانين الرسمية.
بحلول أوائل العشرينيات من القرن العشرين، حث القوميون اليمينيون في البرلمان، وخصوصًا رومان دموسكي وبقية أعضاء الاتحاد الشعبي اليميني وحركة إندكتسيا على إجراء إصلاحات لنظام الجمهورية لكبح سلطة رئيس الدولة (وبالتالي بيوسودسكي) مع زيادة صلاحيات البرلمان.
كانت النتيجة إصدار مجلس السيم لدستور مارس عام 1921. بناء على نموذج دستور الجمهورية الفرنسية الثالثة، وضع دستور مارس سلطة اتخاذ القرارات بشكل خاص في يدل المجلس الأدنى (مجلس السيم). أما منصب الرئاسة الذي أعيدت صياغته، فقد أصبح بدوره منصبًا رمزيًا خاليًا من أي سلطة مهمة، ومجردًا من حق النقض وسلطات قوانين الحرب.
مستمدين السلطة من مجلس السيم القوي، لم يكن أمام رئيس مجلس الوزراء ومجلس الوزراء بحد ذاته أي عقبات تذكر من الرئاسة في وجه إصدار القوانين وفرضها. أما في الواقع، فقد بقيت رئاسة الوزراء مفرطة الارتياب نظرًا للمناخ السياسي المضطرب في بدايات الجمهورية الثانية، والذي تميز بالتحالفات المتقلبة باستمرار ضمن البرلمان.
وصلت 14 حكومة و11 رئيس وزراء إلى السلطة وسقطوا بين عامي 1918 و1926، منها تسع حكومات تناوبت خلال فترة الخمس سنوات لدستور مارس. مع ازدياد خيبته من البنية البرلمانية الفوضوية الخاضعة لسلطة السيم، قاد بيوسودسكي مجموعات متمردة من الجيش البولندي للإطاحة بالحكومة في انقلاب ماي عام 1926، لينهي بذلك تجربة الجمهورية الثانية القصيرة مع الديمقراطية البرلمانية، بالإضافة إلى التفويض الحر والشعبي لرئيس الوزراء لمدة ستين سنة قادمة.
نتيجة عدم الثقة بالديمقراطية الدستورية، وضع المارشال بيوسودسكي وحركة الساناتسيا التابعة له نظامًا شبه سلطوي يخفي السلطة غير المباشرة للساناتسيا على رئاسة الحكومة ورئاسة البلاد. حافظت إصلاحات أغسطس على دستور عام 1921 على منصب رئيس مجلس الوزراء وعلى النظام البرلماني، لكنها عدلت سلطات الرئيس للحكم بمرسوم وحل السيم واتخاذ القرار في أمور موازنة الدولة. بحلول منتصف ثلاثينيات القرن العشرين، سلب بيوسودسكي وأتباع حركة الساناتسيا المزيد من سلطات البرمان ورئيس الوزراء من خلال تطبيق دستور جديد، والذي أسس فعليًا «رئاسة عليا» بحلول عام 1935.
سمح الدستور الجديد للرئيس بحل البرلمان، وأعطاه حق تعيين رئيس مجلس الوزراء وعزله بشكل حر، إضافة إلى الوزراء والقضاة، وبالتالي رافعًا منصب الرئاسة كأعلى سلطة في البلاد. حتى اندلاع الحرب العالمية الثانية وما تلاها من نفي الحكومة البولندية، بقيت حركة الساناتسيا ممسكة زمام الحكومة الواقعة تحت سيطرة الرئاسة وبوجود رئيس وزراء مطيع ضعيف السلطة.

### الجمهورية الشعبية
في ظل جمهورية بولندا الشعبية، سيطر حزب العمال البولندي الموحد الحاكم على كافة أقسام الحكومة، وذلك بموجب دستور عام 1952. على الرغم من استمرار وجود رئاسة الوزراء، لكن سلطة المنصب ومكانته اعتمدت على مكانة الفرد داخل الحزب الشيوعي الموحد الحاكم أكثر من اعتمادها على السلطة الدستورية الفعلية للمنصب. عمل المكتب كوكيل إداري للسياسات التي ينفذها المكتب السياسي لحزب العمال، بدلًا من الاعتماد على دعم ختم التصديق الروتيني للبرلمان البولندي. في مواجهة الاحتجاجات المتزايدة من حركة تضامن (نقابة العمال ذاتية الحكم المستقلة) التي استمرت خلال معظم الثمانينيات، دخل حزب العمال الموحد في محادثات المائدة المستديرة في أوائل عام 1989 مع أعضاء بارزين في المعارضة المناهضة للشيوعية. منح اختتام المحادثات، جنبًا إلى جنب مع تجديد الدستور في أبريل، سلطات متنوعة لمجلس النواب، وذلك بالإضافة إلى إعادة إدراج كل من مجلس الشيوخ المنحل سابقًا والرئاسة ككيانات حكومية قانونية.